# Ayenia paniculata
Ayenia paniculata är en malvaväxtart som beskrevs av Rose.. Ayenia paniculata ingår i släktet Ayenia och familjen malvaväxter. Inga underarter finns listade i Catalogue of Life.